# Nabeesa Ummal
Nabeesa Ummal (Attingal, 30 de junio de 1930 -Nedumangad, 6 de mayo de 2023) fue una académica, profesora, política y funcionaria india.

## Biografía
Hija de Asanummal y Khader Moideen.
Estudió en el Colegio Universitario Thiruvananthapuram, logrando  una distinción en Economía y Política e Historia de la India. Fue Profesora y la primera mujer de la comunidad musulmana en recibir una maestría, también se destacó como oradora. Fue presidenta del municipio de Nedumangad.
En 2000, recibió el Premio del Gobierno Central al Empoderamiento de la Mujer.
Contrajo matrimonio con el soldado Husain Kunju, fue madre de Laila, Thara, Rahim y Salim.

## Fallecimiento
Nabeesa Ummal falleció el 6 de mayo de 2023, a los 91 años, en su residencia en Pathamkallu de Nedumangad.